# Кирил Йорданов
 Тази статия е за политика.  За историка вижте Кирил Йорданов (историк).  
Кирил Петров Йорданов е български политик, кмет на град Варна в последователни четири мандата – от 1999 година до 6 март 2013 година, когато е принуден да подаде оставка след антикорупционните протести, включващи дори самозапалването на един от протестиращите Пламен Горанов. Издиган от БСП, ГЕРБ, и като независим. Народен представител от парламентарната група на БСП в XXXVIII народно събрание. Областен управител на Варна (1991 – 1997). Владее немски и руски език. Семеен е и има един син. Член на масонското общество.

## Биография
Кирил Йорданов е роден на 14 юни 1956 година в град Варна, България, в семейство на юристи. През 1982 година завършва Юридическия факултет на СУ „Св. Климент Охридски“. В периода 1984 – 1991 година е съдия във Варненския районен съд.

### Политическа кариера
В периода 1991 – 1997 година е областен управител на Варна, в управлението на СДС, Любен Беров и Жан Виденов (БСП). През периода 1997 – 1999 година е депутат в XXXVIII НС, избран от квотата на БСП.

#### Кмет
През 1995 година Йорданов участва на изборите за кмет на Варна, но губи въпреки сериозната подкрепа на червената партия. През 1999 година се реваншира срещу избраника на СДС и спечели с подкрепата на 27 леви и патриотични партии и движения (БСП, БББ, Евролевица и др.). С рамото на ДПС той повторя успеха си през 2003 и през 2007 година. През 2011 година остава кмет на Варна за четвърти мандат подкрепен от ГЕРБ. Никога не е членувал в политически партии и движения. Подава оставка на 6 март 2013 година. По време на негово управление градът печели призът Най-добър град за живеене в България през 2007 и 2008 година. В същото време той е критикуван, че градът запада и неговото управление е съпроводено с много скандали. Той е кметът, управлявал Варна най-дълго – над 14 години. Въпреки доброволно подадената му оставка след големи протести преди 2 години, на 28 август 2015 година Кирил Йорданов се кандидатира отново за кмет на Варна за пети мандат.

## Критики
Администрацията му е нееднократно разтърсвана от скандали, свързани с корупция, неефективно управление на общинското имущество и протекционизъм спрямо бизнес интереси, разменяни срещу политическа подкрепа.
Сметната палата констатира нарушения при възлагане на обществени поръчки в община Варна за 2006 – 2008 година. Одитната институция намира нарушения и за 1998 – 2005 година – неефективно управление на недвижимата собственост.
Според Института за пазарна икономика (ИПИ) през 2010 – 2011 година Варна е изпаднала на 10-о място по показателите за това дали администрацията на града съдейства или пречи на бизнеса.

## Отличия
Почетен доктор на Техническия университет във Варна.